# ابراهیم صفایی
ابراهیم صفایی (زادهٔ ۳۰ آبان ۱۲۹۲ – درگذشتهٔ ۱۳۸۶) نویسنده، روزنامه‌نگار و تاریخ‌نگار پیشین ایرانی بود.

## زندگی
او در مدرسهٔ آمریکایی ملایر و همدان درس خواند. در سال ۱۳۱۵ در اهواز، روزنامهٔ خوزستان را نشر داد، سپس در تهران هفته‌نامهٔ عسس را. آثاری در زمینهٔ شعر و بررسی‌های تاریخی نگاشت. همچنین به بررسی‌های ادبی پرداخت. او داستانی با عنوان «قصهٔ کنار دریا» در سال ۱۳۳۷ نیز نوشته‌است. از آثار مشهور او می‌توان به «نهضت ادبی ایران در عصر قاجار (۱۳۳۳)» و «تاریخ ملایر» اشاره کرد.
صفایی پس از گذراندن دورهٔ تحصیلات در رشته حقوق و ادبیات و تصدی پاره‌ای از مشاغل اداری، قضایی و فرهنگی به کار پژوهش در تاریخ پرداخت. او در ۱۳۴۷ خورشیدی به تأسیس «انجمن تاریخ» همت گماشت و نشریهٔ «پژوهش انجمن» را تا خرداد ۱۳۵۷ به‌طور فصلی انتشار داد. در ۱۳۴۹ به عضویت «کنگره تاریخ» و در سال بعد به عضویت «کنگره تاریخ و فرهنگ ایران» و در ۱۳۵۱ به عضویت «انجمن تاریخ فرهنگستان» درآمد.

## ترانه‌سرایی
ابراهیم صفایی ترانهٔ معروف «سیمین بری» با آهنگسازی جمشید شیبانی را نیز سروده‌است.